# María Isabel Urrutia
Pour les articles homonymes, voir Urrutia.
María Isabel Urrutia Ocoró, née le 25 mars 1965 à Candelaria, est une athlète, haltérophile et une femme politique colombienne.

## Biographie

### Enfance et famille
María Isabel Urrutia, native de Candelaria, grandit dans une famille pauvre afro-colombienne. À l'âge de 13 ans, elle commence à s'entraîner au stade d'athlétisme de Cali. Sa famille est décimée, neuf de ses treize frères et sœurs mourant avant même le début de sa carrière sportive.

### Carrière sportive
María Isabel Urrutia participe aux épreuves d'athlétisme aux Jeux olympiques d'été de 1988 se tenant à Séoul. Elle ne parvient pas à sortir des tours de qualification des épreuves de lancer du poids et de lancer du disque. Après ces Jeux, elle est repérée par l'entraîneur bulgare Gantcho Mitco Karouchrov, qui la conseille de se lancer dans l'haltérophilie et devient la première femme colombienne en compétition dans ce sport. Elle n'obtient au début aucune aide de la part du gouvernement, le fait qu'une femme soit haltérophile étant mal perçu en Colombie.
Elle pense à prendre sa retraite sportive en 1999, le manque de moyens étant un frein majeur, mais le Comité international olympique décide d'intégrer l'haltérophilie féminine au programme des Jeux olympiques d'été de 2000 se tenant à Sydney. Une blessure au genou aux Jeux panaméricains de 1999 ainsi qu'une diminution de moitié de l'aide financière du Comité olympique colombien compromettent les chances de participation aux Jeux, mais Urrutia parvient à se rétablir et décide de se préparer pour les Jeux olympiques sans l'aide du Comité.
Elle est finalement sacrée championne olympique d'haltérophilie dans la catégorie des moins de 75 kg. C'est la première médaille d'or olympique remportée par la Colombie. Elle en profite pour appeler la guérilla colombienne à la pitié pour les familles des otages.
Elle est nommée cette année-là sportive de l'année en Colombie et en Amérique latine. 
Elle arrête sa carrière sportive avec un bilan de 24 médailles internationales, dont cinq titres mondiaux et un titre olympique.

### Carrière politique
María Isabel Urrutia entre ensuite dans la vie politique au début des années 2000 et devient membre du Mouvement populaire uni. Elle se bat notamment pour les droits de la population afro-colombienne. Elle est élue à la Chambre des représentants de Colombie en 2002. Elle est réélue pour un mandat de 4 ans en 2006, cette fois-ci avec l'Alliance sociale afro-colombienne.
En 2011, elle se présente aux élections municipales de Cali pour le Pôle démocratique alternatif. Elle termine troisième du scrutin avec 15,19 % des voix.
En août 2022, elle est nommée ministre des Sports dans le gouvernement Petro.